# Vòng đấu loại trực tiếp UEFA Europa League 2020–21
Vòng đấu loại trực tiếp UEFA Europa League 2020–21 sẽ diễn ra từ ngày 18 tháng 2 đến ngày 26 tháng 5 năm 2021 bao gồm trận chung kết được tổ chức ở sân vận động Miejski tại Gdańsk, Ba Lan, để xác định đội vô địch UEFA Europa League 2020–21. Tổng cộng có 32 đội.

## Danh sách đội lọt vào
Vòng đấu loại trực tiếp gồm 32 đội: 24 đội đầu bảng và nhì của 12 bảng đấu tại giai đoạn vòng bảng, và 8 đội xếp thứ 3 các bảng đấu của vòng bảng Champions League.

### Các đội dẫn đầu và thứ 2 vòng bảng Europa League
| Bảng đấu | Dẫn đầu (hạt giống vòng 1/32) | Thứ 2 (không được xếp hạt giống) |
| -------- | ----------------------------- | -------------------------------- |
| A        | Roma                          | Young Boys                       |
| B        | Arsenal                       | Molde                            |
| C        | Bayer Leverkusen              | Slavia Prague                    |
| D        | Rangers                       | Benfica                          |
| E        | PSV Eindhoven                 | Granada                          |
| F        | Napoli                        | Real Sociedad                    |
| G        | Leicester City                | Braga                            |
| H        | Milan                         | Lille                            |
| I        | Villarreal                    | Maccabi Tel Aviv                 |
| J        | Tottenham Hotspur             | Antwerp                          |
| K        | Dinamo Zagreb                 | Wolfsberger AC                   |
| L        | 1899 Hoffenheim               | Red Star Belgrade                |

### Các đội xếp thứ 3 vòng bảng Champions League
| STT | Bg | Đội               | ST | T | H | B | BT | BB | HS | Đ | Hạt giống                          |
| --- | -- | ----------------- | -- | - | - | - | -- | -- | -- | - | ---------------------------------- |
| 1   | H  | Manchester United | 6  | 3 | 0 | 3 | 15 | 10 | +5 | 9 | Hạt giống vòng 1/32                |
| 2   | F  | Club Brugge       | 6  | 2 | 2 | 2 | 8  | 10 | −2 | 8 | Hạt giống vòng 1/32                |
| 3   | B  | Shakhtar Donetsk  | 6  | 2 | 2 | 2 | 5  | 12 | −7 | 8 | Hạt giống vòng 1/32                |
| 4   | D  | Ajax              | 6  | 2 | 1 | 3 | 7  | 7  | 0  | 7 | Hạt giống vòng 1/32                |
| 5   | E  | Krasnodar         | 6  | 1 | 2 | 3 | 6  | 11 | −5 | 5 | Không được xếp hạt giống vòng 1/32 |
| 6   | A  | Red Bull Salzburg | 6  | 1 | 1 | 4 | 10 | 17 | −7 | 4 | Không được xếp hạt giống vòng 1/32 |
| 7   | G  | Dynamo Kyiv       | 6  | 1 | 1 | 4 | 4  | 13 | −9 | 4 | Không được xếp hạt giống vòng 1/32 |
| 8   | C  | Olympiacos        | 6  | 1 | 0 | 5 | 2  | 10 | −8 | 3 | Không được xếp hạt giống vòng 1/32 |

## Vòng 32 đội
Lễ bốc thăm cho vòng 32 đội được diễn ra vào ngày 14 tháng 12 năm 2020, lúc 13:00 CET.

### Tóm tắt
Lượt đi được diễn ra vào ngày 18 tháng 2, và lượt về được diễn ra vào ngày 24 và 25 tháng 2 năm 2021.
| Đội 1             | TTS     | Đội 2             | Lượt đi | Lượt về |
| ----------------- | ------- | ----------------- | ------- | ------- |
| Wolfsberger AC    | 1-8     | Tottenham Hotspur | 1-4     | 0-4     |
| Dynamo Kyiv       | 2-1     | Club Brugge       | 1-1     | 1-0     |
| Real Sociedad     | 0-4     | Manchester United | 0-4     | 0-0     |
| Benfica           | 3-4     | Arsenal           | 1-1     | 2-3     |
| Red Star Belgrade | 3-3 (a) | Milan             | 2-2     | 1-1     |
| Antwerp           | 5-9     | Rangers           | 3-4     | 2-5     |
| Slavia Prague     | 2-0     | Leicester City    | 0-0     | 2-0     |
| Red Bull Salzburg | 1-4     | Villarreal        | 0-2     | 1-2     |
| Braga             | 1-5     | Roma              | 0-2     | 1-3     |
| Krasnodar         | 2-4     | Dinamo Zagreb     | 2-3     | 0-1     |
| Young Boys        | 6-3     | Bayer Leverkusen  | 4-3     | 2-0     |
| Molde             | 5-3     | 1899 Hoffenheim   | 3-3     | 2-1     |
| Granada           | 3-2     | Napoli            | 2-0     | 1-2     |
| Maccabi Tel Aviv  | 0–3     | Shakhtar Donetsk  | 0-2     | 0-1     |
| Lille             | 2–4     | Ajax              | 1-2     | 1-2     |
| Olympiacos        | 5–4     | PSV Eindhoven     | 4-2     | 1-2     |

### Các trận đấu
| Wolfsberger AC | v        | Tottenham Hotspur |
| -------------- | -------- | ----------------- |
|                | Chi tiết |                   |

| Tottenham Hotspur | v        | Wolfsberger AC |
| ----------------- | -------- | -------------- |
|                   | Chi tiết |                |

| Dynamo Kyiv | v        | Club Brugge |
| ----------- | -------- | ----------- |
|             | Chi tiết |             |

| Club Brugge | v        | Dynamo Kyiv |
| ----------- | -------- | ----------- |
|             | Chi tiết |             |

| Real Sociedad | v        | Manchester United |
| ------------- | -------- | ----------------- |
|               | Chi tiết |                   |

| Manchester United | v        | Real Sociedad |
| ----------------- | -------- | ------------- |
|                   | Chi tiết |               |

| Benfica | v        | Arsenal |
| ------- | -------- | ------- |
|         | Chi tiết |         |

| Arsenal | v        | Benfica |
| ------- | -------- | ------- |
|         | Chi tiết |         |

| Red Star Belgrade | v        | Milan |
| ----------------- | -------- | ----- |
|                   | Chi tiết |       |

| Milan | v        | Red Star Belgrade |
| ----- | -------- | ----------------- |
|       | Chi tiết |                   |

| Antwerp | v        | Rangers |
| ------- | -------- | ------- |
|         | Chi tiết |         |

| Rangers | v        | Antwerp |
| ------- | -------- | ------- |
|         | Chi tiết |         |

| Slavia Prague | v        | Leicester City |
| ------------- | -------- | -------------- |
|               | Chi tiết |                |

| Leicester City | v        | Slavia Prague |
| -------------- | -------- | ------------- |
|                | Chi tiết |               |

| Red Bull Salzburg | v        | Villarreal |
| ----------------- | -------- | ---------- |
|                   | Chi tiết |            |

| Villarreal | v        | Red Bull Salzburg |
| ---------- | -------- | ----------------- |
|            | Chi tiết |                   |

| Braga | v        | Roma |
| ----- | -------- | ---- |
|       | Chi tiết |      |

| Roma | v        | Braga |
| ---- | -------- | ----- |
|      | Chi tiết |       |

| Krasnodar | v        | Dinamo Zagreb |
| --------- | -------- | ------------- |
|           | Chi tiết |               |

| Dinamo Zagreb | v        | Krasnodar |
| ------------- | -------- | --------- |
|               | Chi tiết |           |

| Young Boys | v        | Bayer Leverkusen |
| ---------- | -------- | ---------------- |
|            | Chi tiết |                  |

| Bayer Leverkusen | v        | Young Boys |
| ---------------- | -------- | ---------- |
|                  | Chi tiết |            |

| Molde | v        | 1899 Hoffenheim |
| ----- | -------- | --------------- |
|       | Chi tiết |                 |

| 1899 Hoffenheim | v        | Molde |
| --------------- | -------- | ----- |
|                 | Chi tiết |       |

| Granada | v        | Napoli |
| ------- | -------- | ------ |
|         | Chi tiết |        |

| Napoli | v        | Granada |
| ------ | -------- | ------- |
|        | Chi tiết |         |

| Maccabi Tel Aviv | v        | Shakhtar Donetsk |
| ---------------- | -------- | ---------------- |
|                  | Chi tiết |                  |

| Shakhtar Donetsk | v        | Maccabi Tel Aviv |
| ---------------- | -------- | ---------------- |
|                  | Chi tiết |                  |

| Lille | v        | Ajax |
| ----- | -------- | ---- |
|       | Chi tiết |      |

| Ajax | v        | Lille |
| ---- | -------- | ----- |
|      | Chi tiết |       |

| Olympiacos | v        | PSV Eindhoven |
| ---------- | -------- | ------------- |
|            | Chi tiết |               |

| PSV Eindhoven | v        | Olympiacos |
| ------------- | -------- | ---------- |
|               | Chi tiết |            |

## Vòng 16 đội
Lễ bốc thăm vòng 1/16 sẽ diễn ra vào ngày 26 tháng 2 năm 2021. Lượt đi sẽ diễn ra vào ngày 11 tháng 3, lượt về vào ngày 18 tháng 3 năm 2021.

## Tứ kết
Lễ bốc thăm sẽ diễn ra vào ngày 19 tháng 3 năm 2021. Lượt đi sẽ diễn ra vào ngày 8 tháng 4, lượt về vào 15 tháng 4 năm 2021.

## Bán kết
Lễ bốc thăm sẽ diễn ra vào ngày 19 tháng 3 năm 2021, sau khi bốc thăm vòng tứ kết. Lượt đi sẽ diễn ra vào ngày 29 tháng 4, lượt về vào ngày 6 tháng 5 năm 2021.

## Chung kết
Trận chung kết sẽ được tổ chức vào ngày 26 tháng 5 năm 2021 tại sân vận động Gdańsk, Gdańsk. Lễ bốc thăm sẽ diễn ra vào ngày 19 tháng 3 năm 2021, sau khi bốc thăm vòng tứ kết và bán kết, nhằm xác định đội "chủ nhà" vì mục đích hành chính.
| Villarreal                                                                                       | 1–1 (s.h.p.) | Manchester United                                                                                    |
| ------------------------------------------------------------------------------------------------ | ------------ | --- |
| - Gerard 29'                                                                                     | Chi tiết     | - Cavani 55'                                                                                         |
| Loạt sút luân lưu                                                                                |              | |
| - Gerard - Raba - Alcácer - Moreno - Parejo - Gómez - Albiol - Coquelin - Mario - Torres - Rulli | 11–10        | - Mata - Telles - Fernandes - Rashford - Cavani - Fred - James - Shaw - Tuanzebe - Lindelöf - De Gea |